# Чакрагил
Чакрагил (англ. Chakragil) — горная вершина в Куньлуне в Синьцзян-Уйгурском автономном районе Китая высотой 6760 метров над уровнем моря. Первое восхождение на вершину Чакрагил совершили участники японской экспедиции Мисао Хирано (руководитель экспедиции), Минору Хачису и Кэндзи Накаяма 1 сентября 1988 года.

## Физико-географическая характеристика
Вершина Чакрагил расположена в горной системе Куньлуне в Синьцзян-Уйгурском автономном районе Китая в 37 километрах к северо-западу от Конгура. Высота вершины Чакрагил составляет 6760 метров над уровнем моря.
Родительской вершиной по отношению к вершине Чакрагил является китайский семитысячник Аклангам-Таг высотой 7004 метра, расположенный приблизительно в 21 километре к югу. Нижняя точка между двумя вершинами расположена на высоте 3826 метров, таким образом, относительная высота вершины Чакрагил составляет всего 2934 метра.

## История восхождений
Первая попытка восхождения на Чакрагил была предпринята в 1948 году именитым дуэтом британских альпинистов Эриком Шиптоном и Биллом Тилманом, однако они смогли подняться только до высоты около 5200 метров. Позднее Шиптон описал эту попытку в книге «Mountains of Tartary», где он рассказал про восхождения и путешествия периода своего пребывания в Кашгаре в качестве консула.
Первое восхождение на вершину Чакрагил совершили участники японской экспедиции Мисао Хирано (руководитель экспедиции), Минору Хачису и Кэндзи Накаяма 1 сентября 1988 года, спустя 40 лет после предыдущей неудачной попытки.
В 2000 году Марк Ньюком совершил второе восхождение на вершину Чакрагил в одиночку по западному гребню.